# Ґлухув (Седлецький повіт)
Ґлухув (пол. Głuchów) — село в Польщі, у гміні Морди Седлецького повіту Мазовецького воєводства.
Населення — 244 особи (2011).
У 1975-1998 роках село належало до Седлецького воєводства.

## Демографія
Демографічна структура станом на 31 березня 2011 року:
|          | Загалом | Допрацездатний вік | Працездатний вік | Постпрацездатний вік |
| -------- | ------- | ------------------ | ---------------- | -------------------- |
| Чоловіки | 121     | 19                 | 81               | 21                   |
| Жінки    | 123     | 23                 | 61               | 39                   |
| Разом    | 244     | 42                 | 142              | 60                   |